# William G. Sloan
William Gibson Sloan, född 4 september 1838, död 4 september 1914, var grundare av Plymouthbrödernas församling på Färöarna.

## Biografi
William föddes i stadsdelen Bridgend i Dalry, North Ayrshire, Skottland som son till Nathanael och Elisabeth Sloane.
När Sloan i sin ungdom flyttade till Calder Iron Works i Lanarkshire för att arbeta som butiksföreståndare kom han i kontakt med den väckelserörelse som vid denna tid drog fram i England. Efter samtal med en evangelist kom Sloan 1863 till en personlig omvändelse, där han fann det oförenligt med sin nya livsstil att jobba i en affär som tillhandahöll alkoholhaltiga drycker och sade upp sin tjänst för att ägna resten av sitt liv åt evangelisk verksamhet. Sloan var en tid verksam som evangelist i sin hemtrakt innan han fick anställning som kolportör för The Religious Tract and Book Society of Scotland som 1863 sände honom till Shetlandsöarna.
Där kom han i kontakt med Plymouthbröderna och blev 1864 döpt inom denna rörelse.
De kommande åren var han verksam som evangelist på Shetlands-, Orkney- och Färöarna.
Han reste mellan öarna, gick mellan de olika bygderna och höll friluftsmöten.
1879 bosatte Sloan sig på Färöarna och lät bygga Salen vid Tinghúsvegin (i dagligt tal kallad "Sloans salur"), där han omgående började hålla regelbundna väckelsemöten.
1880 började han hålla söndagsskola i salen. Samma år döptes fyra färingar i havet av Sloan. En av dessa var Elsebeth Isaksen, som året därpå blev Sloans fru. Den 28 november firades för första gången nattvard i mötessalen och detta datum räknas som brödraförsamlingens födelsedag på Färöarna.
Den unga församlingen blev omgående föremål för starkt motstånd. Kyrkoherden i Tórshavn, Ewaldsen höll en serie offentliga föreläsningar i tingshuset där han varnade folket för Sloan och hans "sekt". Satiriska dikter spreds och Sloans möten på olika platser stördes ofta av pöbeln.
Detta till trots växte församlingen sakta men säkert, snart hade man växt ur "salen" och 1905 byggdes en ny gudstjänstlokal, Ebenezer i Tórshavn.
Rörelsen spreds över öarna och Sloan var verksam inom den tills han dog på sin 76-årsdag.
Sloan fick också vara med om att plantera brödraförsamlingen i Danmark.

## Familj
11 oktober 1881 gifte sig William Sloan i Glasgow med Elsebeth (Elspa) Isaksen. 
De fick sex barn tillsammans: Poul (född 1882), Elisabeth (Betty) (f. 1887), Archibald (f. 1890), Cathrine (f. 1892), Anna Elisabeth (f. 1895) och Andrew (f. 1896).